# Anfiteatro de Avenches
El anfiteatro de Avenches se construyó en la ciudad romana de Aventicum, en Germania Superior (actual Avenches, en Suiza).
Se construyó hacia el año 130, pero se amplió unos 30 años después para acercar su aspecto al de los grandes anfiteatros monumentales del Imperio romano. Parcialmente desmantelada en el siglo VI para extraer cal de su piedra caliza, su estructura se utilizó en la Edad Media para asentar edificios. Fue restaurado y rehabilitado en la década de 1990 y se utiliza para eventos culturales. 

## Contexto histórico y geográfico

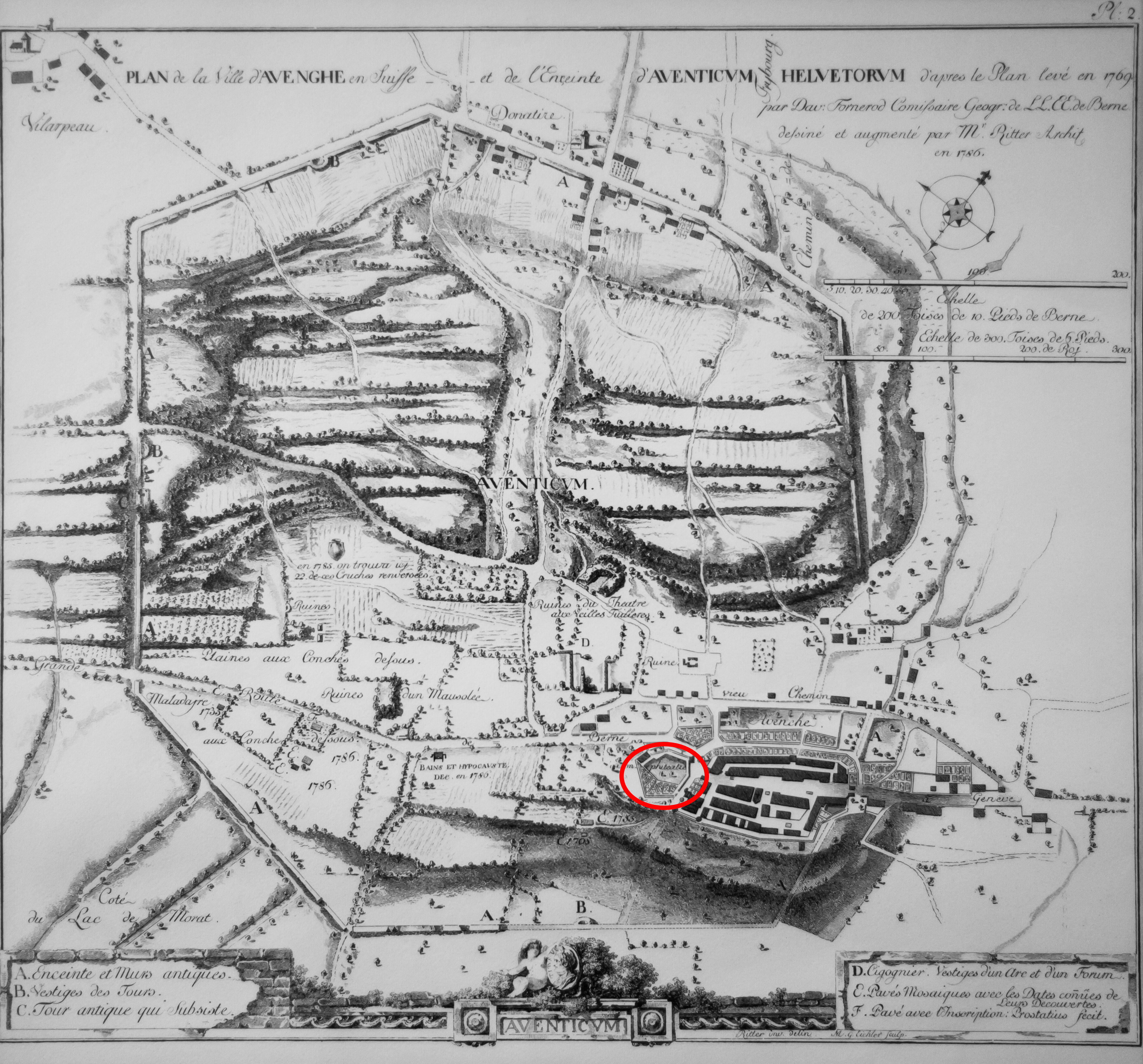
El anfiteatro (elipse roja) en la ciudad de Aventicum.

El anfiteatro está situado en la antigua ciudad de Aventicum, capital de la civitas de los helvecios, en una posición descentrada al oeste-suroeste de la reconocida zona densamente urbanizada. Esta ubicación, en la cima de una colina sagrada, parece haber sido elegida para que desde lo alto de las terrazas los espectadores pudieran ver toda la ciudad y, a la inversa, el anfiteatro pudiera ser visto desde cualquier punto del Aventicum. Además, una línea recta que atravesaba el eje principal del anfiteatro dividía la antigua ciudad en dos partes aproximadamente iguales y simétricas.
El anfiteatro está situado aproximadamente en el centro de la ciudad moderna de Avenches. 

## Un proceso de construcción en dos estados

### Primer estado

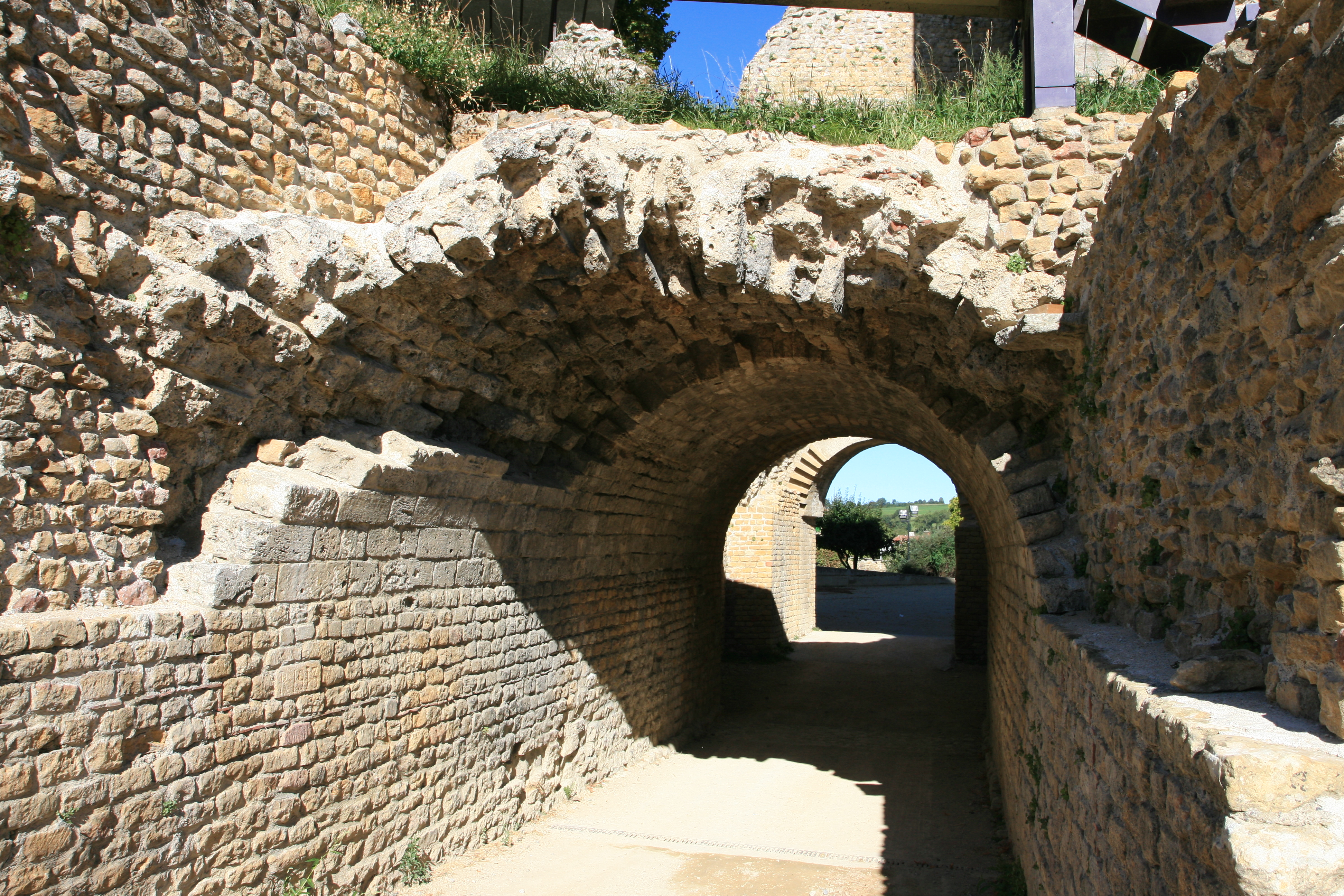
Un vomitorio.

Construido en opus vittatum con mampuestos de piedra caliza amarilla hacia el año 120 o 130 d. C., tiene 99 metros de longitud en su eje principal y puede acoger a 9000 espectadores en 24 gradas. El anfiteatro es en gran parte macizo, con las gradas de madera apoyadas en un terraplén de tierra, excepto los dos extremos del eje principal, que tienen una estructura hueca más habitual, con un sistema de muros radiales y anulares sobre los que se apoya la cávea. Su construcción responde a requisitos estrictamente funcionales, sin ninguna búsqueda estética deliberada.
Al este, una puerta triple da acceso a la arena y a la base de las gradas, mientras que en el extremo opuesto una rampa conduce a la ciudad. Al sur, un corredor de servicio bordea la arena.

### Segundo estado

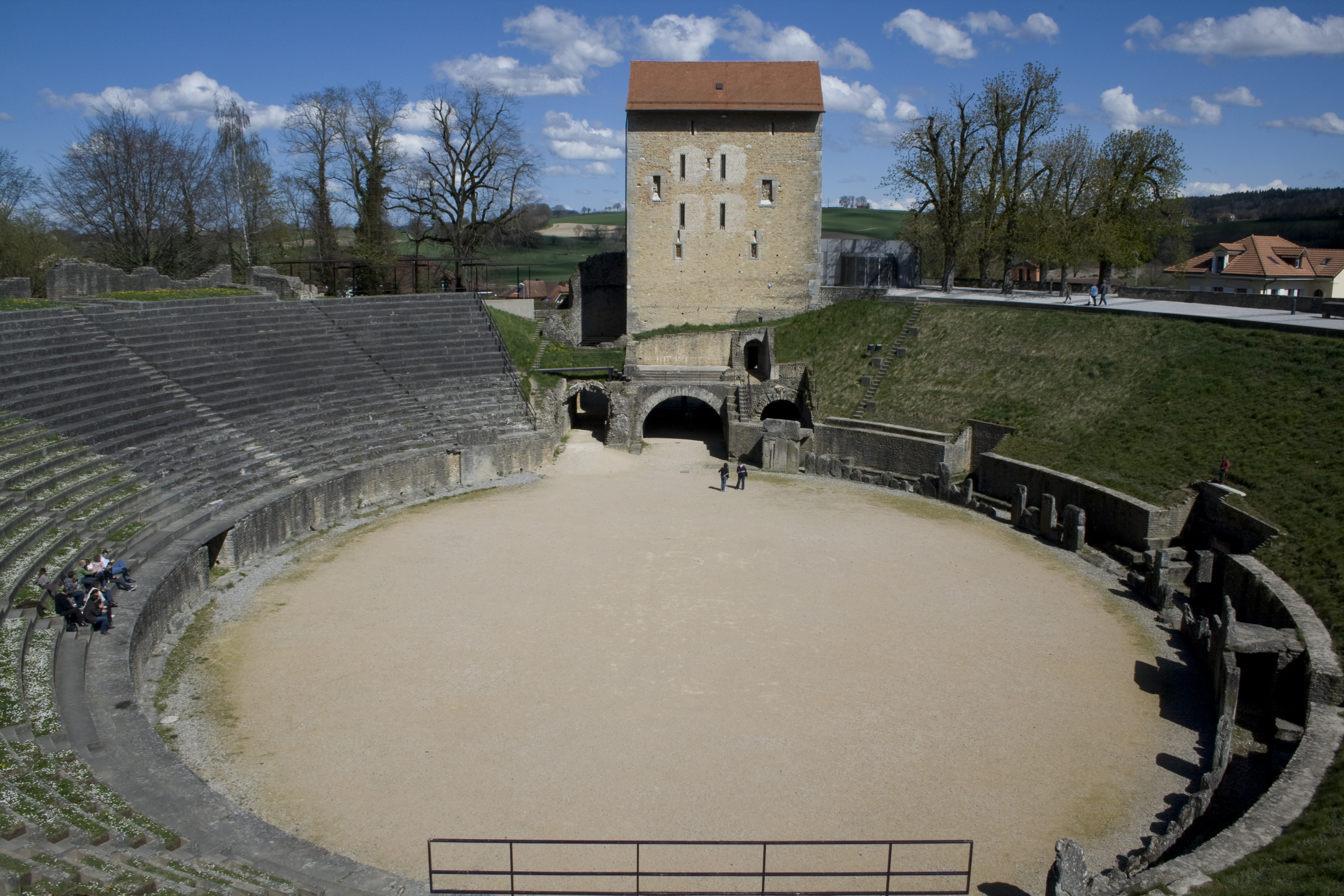
La arena.

La cávea del anfiteatro se amplió durante el reinado de Marco Aurelio y Lucio Vero, en torno a 165, permaneciendo su arena inalterada. Estaba recubierto de argamasa y decorado con falsos aparejos, su aforo alcanzaba los 16 000 asientos  gracias a 12 gradas adicionales, y su eje principal medía 105 metros. La cávea, que tiene una pendiente más pronunciada, es accesible a través de dieciocho vomitorios y escaleras.
Esta fase de ampliación también se caracterizó por el deseo de monumentalizar el anfiteatro para darle la apariencia de un monumento con estructura hueca, cuya fachada estaba compuesta por grandes bloques de aparejo. La nueva fachada está provista de arcadas y columnas y la entrada al patio delantero, tratada como un arco de triunfo, está rematada por un frontón. La elección de los colores de los materiales, rocas grises (arenisca), blanco cremoso (caliza) según el uso, que contrasta con el pequeño aparejo de caliza amarilla del primer estado, contribuye a la estética. Esta fase de ampliación, pero sobre todo de embellecimiento, tuvo lugar en un momento en el que los anfiteatros se convertían en la expresión arquitectónica del poder de las ciudades principales.

## Desmantelamiento, excavaciones y rehabilitación

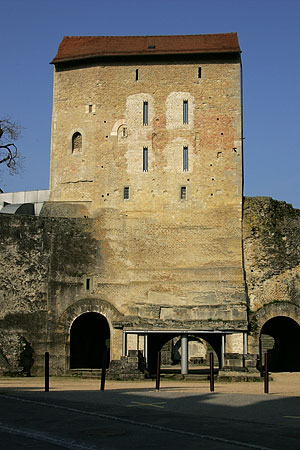
Torre medieval.

El anfiteatro pudo estar fortificado en la época tardorromana, pero no hay pruebas de ello; el teatro, por su parte, se transformó sin duda en una fortaleza. A partir del siglo VI se utilizó como cantera para la producción de cal a partir de su piedra caliza, y fue la base de ciertas construcciones en la Edad Media: en el siglo XI, por iniciativa del obispo de Lausana, se construyó una torre en la parte oriental de su cávea, por encima de la puerta monumental; esta torre se llamó «Torre del Obispo».
En 1751, la construcción de una carretera destruyó parte de su muro frontal. En 1870, el anfiteatro sólo se menciona como una "«gran concavidad elíptica alrededor de la cual son visibles algunos restos de las murallas».
La valorización del anfiteatro comenzó en 1906. Un tercio de la elevación del monumento había desaparecido. A principios de la década de 1990, se completó la restauración del monumento. En tiempos modernos, la torre medieval construida sobre el anfiteatro alberga el Museo Romano de Avenches.
El recinto se utiliza para numerosos eventos, como el Festival Avenches Opéra en julio, y dos festivales anuales de verano llamados Rock Oz'Arènes en agosto y Avenches Tattoo en septiembre. El anfiteatro está catalogado como bien cultural suizo de importancia nacional.